# دین ادواردز
رادین ادواردز (انگلیسی: Dean Edwards؛ زاده ۳۰ ژوئیهٔ ۱۹۷۰) یک هنرپیشه اهل ایالات متحده آمریکا است.